# Lijst van Nederlandse oudejaarsconferences
Deze lijst van Nederlandse oudejaarsconferences geeft een overzicht van oudejaarsconferences sinds 1954. 
| Jaar | Cabaretier(s)                                       | Titel                                            | Medium    | Zender of Omroep    | Opmerkingen | Bronnen       |
| ---- | --------------------------------------------------- | ------------------------------------------------ | --------- | ------------------- | --- | ------------- |
| 1954 | Wim Kan                                             | Nou je weet wa'k zeggen wil                      | Radio     |                     | |               |
| 1956 | Wim Kan                                             | 't Was Me Het Jaartje Wel                        | Radio     |                     | |               |
| 1958 | Wim Kan                                             | Waardig Over De Drempel                          | Radio     |                     | |               |
| 1960 | Wim Kan                                             | Uithuilen En Opnieuw Beginnen                    | Radio     |                     | |               |
| 1963 | Wim Kan                                             | 12 Miljoen Oliebollen Op Aardgas                 | Radio     |                     | |               |
| 1966 | Wim Kan                                             | Lachend Over De Loongrens                        | Radio     |                     | |               |
| 1969 | Seth Gaaikema                                       | Heer, Ik Kom Hier Om Te Twijfelen                | Televisie |                     | Uitzending op oudejaarsdag |               |
| 1971 | Seth Gaaikema                                       | Met Mekaar Op Oudejaar                           | Televisie |                     | |               |
| 1973 | Wim Kan                                             | Zuinig Over De Drempel                           | Televisie |                     | |               |
| 1976 | Wim Kan                                             | Waar Gaan We In Het Nieuwe Jaar Naar Toe?        | Televisie |                     | |               |
| 1977 | Neerlands Hoop in Bange Dagen                       | N.v.t.                                           | Radio     |                     | In het programma In de Rooie Haan |               |
| 1979 | Wim Kan                                             | Wankelend Over De Drempel                        | Televisie |                     | |               |
| 1981 | Wim Kan                                             | N.v.t.                                           | Televisie |                     | Korte conference in Alles is Anders show |               |
| 1982 | Wim Kan                                             | Wij Spreken Af... Dat Wij Niets Afspreken        | Televisie |                     | |               |
| 1982 | Freek de Jonge                                      | De Openbaring                                    | Televisie |                     | |               |
| 1983 | Freek de Jonge                                      | Een Verademing                                   | Televisie |                     | |               |
| 1984 | Freek de Jonge                                      | De Finale                                        | Televisie |                     | |               |
| 1985 | Seth Gaaikema                                       | N.v.t.                                           | Televisie |                     | |               |
| 1986 | Seth Gaaikema                                       | Dat Moet Toch Kunnen                             | Televisie |                     | |               |
| 1987 | Freek de Jonge                                      | De Ontlading                                     | Televisie |                     | |               |
| 1988 | Seth Gaaikema                                       | Zo Kan Het Ook                                   | Televisie |                     | |               |
| 1989 | Youp van 't Hek                                     | Oudejaarsconference 1989                         | Televisie |                     | |               |
| 1990 | Seth Gaaikema                                       | Geef Mij Maar Nederland                          | Televisie |                     | |               |
| 1992 | Freek de Jonge                                      | De Estafette                                     | Televisie |                     | |               |
| 1994 | Lebbis en Jansen                                    | N.v.t.                                           | Radio     |                     | |               |
| 1995 | Lebbis en Jansen                                    | N.v.t.                                           | Radio     |                     | |               |
| 1995 | Youp van 't Hek                                     | Het Is Liegen Of Sterven                         | Televisie |                     | |               |
| 1996 | Freek de Jonge                                      | Brand                                            | Radio     |                     | |               |
| 1996 | Freek de Jonge                                      | Het Luik                                         | Televisie |                     | |               |
| 1996 | Lebbis en Jansen                                    | N.v.t.                                           | Radio     |                     | |               |
| 1997 | Freek de Jonge                                      | Papa Razzia                                      | Televisie |                     | |               |
| 1998 | Lebbis en Jansen                                    | Jakkeren (voor hetzelfde geld) door 1998         | Radio     |                     | |               |
| 1999 | Youp van 't Hek                                     | Mond Vol Tanden                                  | Televisie |                     | |               |
| 2000 | Freek de Jonge                                      | De Gillende Keukenmeid                           | Televisie | VPRO                | |               |
| 2000 | Lebbis en Jansen                                    | Jakkeren in 70 minuten door 2000                 | Televisie | VARA                | |               |
| 2001 | Freek de Jonge                                      | Het Laatste Oordeel                              | Televisie | VPRO                | |               |
| 2001 | Lebbis en Jansen                                    | Oudejaars 2001                                   | Televisie | VARA                | uitgezonden op 30 december 2001 |               |
| 2002 | Youp van 't Hek                                     | Youp speelt Youp                                 | Televisie | VARA                | |               |
| 2002 | Lebbis en Jansen                                    | Oudejaars 2002                                   | Televisie | VARA                | uitgezonden op 30 december 2002 |               |
| 2003 | Lebbis en Jansen                                    | Jakkeren door 2003                               | Televisie | VARA                | |               |
| 2004 | Lebbis en Jansen                                    | Twee lieve jongens in een woelige wereld         | Televisie | VARA                | |               |
| 2005 | Youp van 't Hek                                     | Het Zelfmoordcommando                            | Televisie | VARA                | |               |
| 2005 | Lebbis en Jansen                                    | Oudejaars 2005                                   | Televisie | VARA                | uitgezonden op 30 december 2005 |               |
| 2006 | Guido Weijers                                       | De Oudejaarsconference 2006                      | Televisie | SBS6                | |               |
| 2006 | Lebbis en Jansen                                    | Oudejaars 2006                                   | Televisie | VARA                | |               |
| 2007 | Jan Jaap van der Wal                                | Onderbewust                                      | Televisie | VARA                | |               |
| 2007 | Dolf Jansen                                         | Geen Oudejaarsvoorstelling                       | Televisie | VARA                | uitgezonden op 6 januari 2008 |               |
| 2007 | Guido Weijers                                       | De Oudejaarsconference 2007                      | Televisie | SBS6                | |               |
| 2008 | Arie Koomen                                         | Uit!                                             | Televisie | BNN                 | uitgezonden op 29 december 2008 |               |
| 2008 | Guido Weijers                                       | De Oudejaarsconference 2008                      | Televisie | SBS6                | |               |
| 2008 | Dolf Jansen                                         | Echt                                             | Televisie | VARA                | uitgezonden op 1 januari 2009 |               |
| 2008 | Youp van 't Hek                                     | Troost                                           | Televisie | VARA                | |               |
| 2009 | Freek de Jonge                                      | Freeks Nederland: Volendam                       | Televisie | VPRO                | uitgezonden op 1 januari 2010 |               |
| 2009 | Jan Jaap van der Wal                                | Lekker hard lachen met oliebollen                | Televisie | VARA                | |               |
| 2009 | Guido Weijers                                       | De Oudejaarsconference 2009                      | Televisie | SBS6                | |               |
| 2010 | Erik van Muiswinkel e.a.                            | Gedoog, Hoop & Liefde                            | Televisie | VARA                | Met Erik van Muiswinkel traden op: Mike Boddé, Ronald Goedemondt, Thomas van Luyn, Sanne Wallis de Vries, Niels van der Laan en Jeroen Woe.                                                                |               |
| 2010 | Dolf Jansen                                         | Oudejaars 2010                                   | Televisie | VARA                | uitgezonden op 30 december 2010 |               |
| 2010 | Freek de Jonge                                      | Het Verlossende Woord                            | Televisie | VPRO                | uitgezonden op 2 januari 2011 |               |
| 2010 | Arie Koomen, Wilko Terwijn, Menno Stam              | Bijbabbelen                                      | Televisie | BNN                 | uitgezonden op 27 december 2010 |               |
| 2010 | Guido Weijers                                       | De Oudejaarsconference 2010                      | Televisie | SBS6                | |               |
| 2011 | Youp van 't Hek                                     | De tweede viool                                  | Televisie | VARA                | |               |
| 2011 | Dolf Jansen                                         | De Oudejaars van de Straat                       | Televisie | VARA                | itgezonden bij Pauw en Witteman op 20 december 2011 |               |
| 2011 | Freek de Jonge                                      | Lone Wolf                                        | Televisie | VPRO                | uitgezonden op 1 januari 2012 |               |
| 2011 | Beau van Erven Dorens                               | De Wereld van Beau: Oudejaarsconference          | Televisie | SBS6                | |               |
| 2012 | Guido Weijers                                       |                                                  | Televisie | RTL4                | |               |
| 2012 | Erik van Muiswinkel e.a.                            | Het Eerlijke Verhaal                             | Televisie | VARA                | Met Erik van Muiswinkel traden op: Joep van Deudekom, Rob Urgert, Owen Schumacher, Sanne Wallis de Vries, Niels van der Laan en Jeroen Woe                                                                 | [ 1 ]         |
| 2012 | Dolf Jansen                                         | In sneltreinmonoloog het jaar door               | Televisie | VARA                | | [ 2 ]         |
| 2013 | Pieter Derks                                        | Een Oudejaars                                    | Radio     | BNN                 | |               |
| 2013 | Theo Maassen                                        | Einde oefening                                   | Televisie | VARA                | |               |
| 2013 | Rob Favier                                          | Zo waarlijk helpe ik God almachtig               | Televisie | Family7             | |               |
| 2014 | Youp van 't Hek                                     | Wat is de vraag?                                 | Televisie | VARA                | |               |
| 2014 | Guido Weijers                                       |                                                  | Televisie | RTL 4               | |               |
| 2014 | Dolf Jansen                                         | De Nieuwsjager                                   |           |                     | | [ 3 ]         |
| 2014 | Rob Favier                                          | Ik wil mij nérgens mee bemoeien…                 | Televisie | Family7             | |               |
| 2015 | Herman Finkers                                      | Een uur Herman Finkers                           | Televisie | VARA                | |               |
| 2015 | Dolf Jansen                                         | Hardverwarmend                                   | Televisie |                     | | [ 4 ]         |
| 2015 | Rob Favier                                          | HART voor de zaak                                | Televisie | Family7             | |               |
| 2016 | Claudia de Breij                                    |                                                  | Televisie | VARA                | |               |
| 2016 | Javier Guzman                                       | Zonde(r) voornemens                              | Televisie | RTL 4               | |               |
| 2016 | Dolf Jansen                                         | Veilig                                           | Televisie | VARA                | | [ 5 ]         |
| 2016 | Rob Favier                                          | Oudejaarstoespraak                               | Televisie | Family7             | |               |
| 2017 | Youp van 't Hek                                     | Een vloek en een zucht                           | Televisie | VARA                | |               |
| 2017 | Guido Weijers                                       |                                                  | Televisie | RTL 4               | |               |
| 2017 | Dolf Jansen en Louise Korthals                      | Omdat we het waard zijn                          | Televisie | VARA                | | [ 6 ]         |
| 2017 | Rikkert Zuiderveld                                  | Rikkert wringt het jaar uit                      | Televisie | Family7             | |               |
| 2018 | Marc-Marie Huijbregts                               | Onderweg Naar Morgen                             | Televisie | BNNVARA             | | [ 7 ]         |
| 2018 | Guido Weijers                                       |                                                  | Televisie | RTL 4               | | [ 7 ]         |
| 2018 | Javier Guzman                                       |                                                  | Televisie | Comedy Central      | | [ 7 ]         |
| 2018 | Dolf Jansen                                         | Beeldenstorm                                     | Televisie | Voorstelling Gemist | | [ 7 ]         |
| 2018 | Rikkert Zuiderveld                                  | Rikkert scheurt het jaar door                    | Televisie | Family7             | |               |
| 2019 | Martijn Koning                                      |                                                  | Televisie | RTL 4               | | [ 8 ]         |
| 2019 | Claudia de Breij                                    |                                                  | Televisie | BNNVARA             | | [ 8 ]         |
| 2019 | Freek de Jonge                                      | De Lachgasfabriek                                | Televisie | VPRO                | Uitgezonden op 1 januari 2020 | [ 9 ]         |
| 2019 | Dolf Jansen                                         | Oudejaars 2019                                   | Televisie |                     | | [ 10 ]        |
| 2019 | Pieter Derks                                        | Kortste oudejaarsconference van Nederland        | Televisie |                     | | [ 11 ]        |
| 2019 | Rob Favier                                          | Rob knoopt de eindjes aan elkaar                 | Televisie | Family7             | |               |
| 2020 | Javier Guzman                                       | Raspopulist                                      | Televisie | Comedy Central      | Uitgezonden op 29 december 2020 | [ 12 ]        |
| 2020 | Dolf Jansen                                         |                                                  | Online    |                     | | [ 13 ]        |
| 2020 | Guido Weijers                                       |                                                  | Televisie | RTL 4               | | [ 14 ] [ 15 ] |
| 2020 | Youp van 't Hek                                     | Korrel Zout                                      | Televisie | NPO 1               | | [ 16 ] [ 17 ] |
| 2020 | Jan Beuving en Patrick Nederkoorn                   | De andere Oudejaars                              | Televisie | BNNVARA             | Uitgezonden op 9 januari 2021 | vv            |
| 2021 | Peter Pannekoek                                     |                                                  | Televisie | BNNVARA             | | [ 21 ]        |
| 2021 | Najib Amhali                                        | Wie het weet mag het zeggen! Oudejaarsconference | Televisie | SBS6                | | [ 21 ]        |
| 2021 | Javier Guzman                                       | In Vertwijfeling Verblijven                      | Televisie | Comedy Central      | uitgezonden op 29 december 2021 | [ 21 ]        |
| 2021 | Dolf Jansen                                         |                                                  | Online    |                     | | [ 22 ]        |
| 2022 | Guido Weijers                                       |                                                  |           | RTL4                | | [ 23 ]        |
| 2022 | Claudia de Breij                                    |                                                  | Televisie | BNNVARA, NPO 1      | | [ 24 ] [ 23 ] |
| 2022 | Dolf Jansen                                         | Flitsbezorgd                                     | Online    |                     | | [ 23 ]        |
| 2023 | Micha Wertheim                                      | Micha Wertheim voor twaalven                     | Televisie | BNNVARA, NPO1       | | [ 25 ]        |
| 2023 | Lebbis en Jansen                                    | Subliem                                          | Online    |                     | | [ 26 ]        |
| 2024 | Pieter Derks                                        | Nu even niet                                     | Televisie | BNNVARA, NPO1       | Opgenomen in het Oude Luxor Theater in Rotterdam op 28 en 29 december | [ 28 ]        |
| 2024 | André Manuel e.a.                                   | Twentse Eindejaarsconference                     | Televisie | RTV Oost            | Enkel uitgevoerd in het Wilmink Theater in Enschede | [ 29 ]        |
| 2024 | Ruud Smulders, Un Dos Stress, 155 en Pieter Verelst | Klaar met het Jaar                               |           |                     | Enkel uitgevoerd in het Chassé Theater in Breda | [ 29 ] [ 30 ] |
| 2024 | Dolf Jansen                                         | De ongewone Nederlander                          | Online    | YouTube             | | [ 29 ]        |
| 2024 | Diverse cabaretiers                                 | Vrouwejaars                                      | Televisie | VPRO                | Uitgezonden op 29 december. Gepresenteerd door Yora Rienstra en Teddy Tops, met medewerking van onder meer Kiki Schippers, Asmae Amaddou, Sandy Bosmans, Katinka Polderman, Janneke de Bijl, Vera van Zelm | [ 29 ]        |
| 2024 | Vincent Bijlo                                       | Winterkriebels                                   | nvt       | nvt                 | Enkel te zien in het theater | [ 29 ]        |
| 2024 | Freek de Jonge                                      | Vrede op aarde                                   | Televisie | VPRO                | Uitgezonden op 25 december | [ 29 ]        |
| 2024 | Jan Beuving                                         | 2025-1                                           | nvt       | nvt                 | Enkel te zien in het theater | [ 29 ]        |